# 深川町 (山口県)
深川町（ふかわちょう）は、山口県大津郡にあった村。現在の長門市にあたる。本項では町制前の名称である深川村（ふかわそん）についても述べる。

## 地理
- 海洋 ： 深川湾
- 山岳 ： 鉄割山、草添山、成瓜山

## 歴史
- 1889年（明治22年）4月1日 - 町村制の施行により、東深川村・西深川村・深川湯本村・真木村・渋木村の区域をもって深川村が発足。
- 1928年（昭和3年）11月1日 - 深川村が町制施行して深川町となる。
- 1954年（昭和29年）3月31日 - 通村・仙崎町・俵山村と合併して長門市が発足。同日深川町廃止。

## 交通

### 鉄道路線
- 日本国有鉄道
  - 山陰本線
    - 正明市駅（現・長門市駅）

  - 美禰線（現・美祢線）
    - 渋木駅 - 長門湯本駅 - 正明市駅（現・長門市駅）

現在は旧町域に美祢線の板持駅が所在するが、当時は未開業。